# Aethia
Aethia é um gênero de quatro pequenas tordas (85-300g) endêmicas do Oceano Pacífico Norte, do Mar de Bering e do Mar de Ocótsqui e está entre as aves marinhas mais abundantes da América do Norte. As relações entre as quatro tordas verdadeiras ainda não estão claras. As tordas são ameaçadas por espécies invasoras, como as ratazanas (Rattus norvegicus), devido ao seu alto grau de colonialidade e nidificação em fendas.

## Taxonomia e evolução

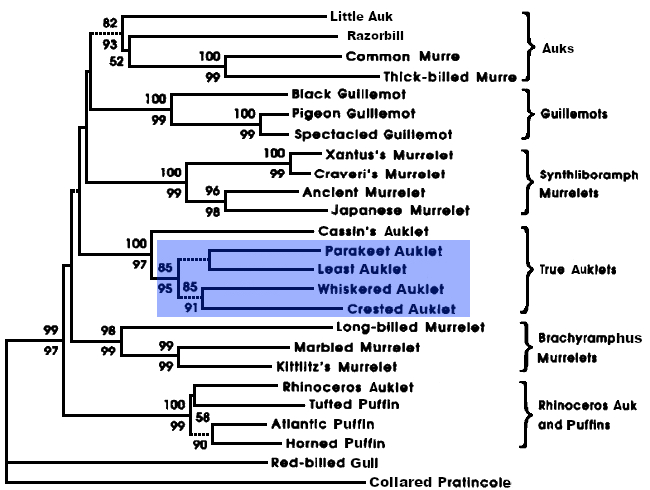
Taxonomia atualmente aceita dos Alcidae com Aethia mostrada em azul.

O gênero Aethia ocorre apenas no Pacífico Norte e nas águas adjacentes, principalmente na região do Mar de Bering. Junto com a torda-sombria [en] (Ptychoramphus aleuticus), eles compõem a tribo monofilética Aethinii. O trabalho molecular ainda não resolveu a relação entre as tordas do gênero Aethia, mas o grupo é um grupo irmão da torda-sombria, que, por sua vez, é um grupo irmão do papagaio-do-mar e da torda-unicórnea [en].
O gênero Aethia não entrou em uso generalizado até a década de 1960. Inicialmente, as tordas foram colocadas em Alca, mas depois reorganizados em gêneros, incluindo: Simorhynchus, Phaleris e Cyclorhynchus. O gênero Cyclorhynchus ainda é usado ocasionalmente para a torda-papagaio [en].

### Registro fóssil
Os primeiros fósseis indiscutíveis de tordas são do Mioceno médio (15 milhões de anos atrás). Os primeiros fósseis de Aethia datam do Mioceno tardio (8-13 milhões de anos atrás) e as quatro espécies existentes provavelmente divergiram rapidamente há cerca de 5 milhões de anos.
Há uma ou duas espécies fósseis que viveram na área da atual Califórnia durante o Mioceno tardio: Aethia rossmoori (Formação Monterrey do Condado de Orange), e um táxon não descrito provisoriamente colocado nesse gênero. Do Plioceno, há Aethia barnesi (Formação San Mateo do Condado de San Diego, Califórnia) e Aethia storeri (Formação San Mateo do Condado de San Diego, Califórnia).

### Espécies
Há quatro espécies de Aethia. Fazer o censo das tordas reprodutoras pode ser difícil porque elas fazem seus ninhos em fendas escondidas.
| Nome comum          | Nome científico e subespécies     | Área de distribuição                        | Status de conservação e população estimada |
| ------------------- | --------------------------------- | ------------------------------------------- | ------------------------------------------ |
| Torda-anã           | Aethia pusilla (Pallas, 1811)     | Alasca e Sibéria                            | Pouco preocupante (+20.000.000)            |
| Torda-de-penacho    | Aethia cristatella (Pallas, 1769) | Pacífico Norte e Mar de Bering              | Pouco preocupante (5.000.000 - 10.000.000) |
| Torda-de-bigodes    | Aethia pygmaea (Gmelin, JF, 1789) | Ilhas Aleutas e em algumas ilhas da Sibéria | Pouco preocupante (100.000 - 250.000)      |
| Torda-papagaio [en] | Aethia psittacula (Pallas, 1769)  | Alasca, Kamchatka e Sibéria                 | Pouco preocupante (1.000.000 - 2.000.000)  |

## Distribuição

### Temporada de reprodução
As tordas do gênero Aethia são endêmicas do Oceano Pacífico Norte e do Mar de Ocótsqui, com notáveis colônias asiáticas nas Ilhas Curilas, Ilhas Comandante, ao longo das Penínsulas de Kamchatka e Tchukotka. Na América do Norte, as grandes colônias estão nas Ilhas Aleutas (Buldir, Kiska, Semisopochnoi e Gareloi) até o Golfo do Alasca e ao norte das ilhas do Mar de Bering (Ilha de São Lourenço, Ilhas Pribilof, Ilha de São Mateus).
As tordas têm uma alta fidelidade ao local, embora possa haver uma alta taxa de divórcio de até 33% em tordas-anãs e tordas-de-penacho, quando ambos os parceiros sobrevivem.

### Distribuição de inverno
A distribuição de inverno das tordas é pouco conhecida. As tordas-de-bigodes provavelmente passam o inverno perto das colônias de reprodução e muitas passam o inverno na área geral. As tordas do norte do Mar de Bering devem se deslocar mais para o sul por causa do gelo à deriva que envolve as colônias durante o inverno.

## Reprodução
As tordas são geralmente muito sociáveis e fazem ninhos em colônias densas (as tordas-papagaio são mais dispersas). Todas têm alguma forma de ornamentação facial, como grandes cristas (torda-de-bigodes e torda-de-penacho), plumas auriculares (todas as quatro espécies), e as tordas-de-bigodes e as tordas-de-penacho têm um odor de tangerina que pode funcionar na seleção intersexual ou no reconhecimento da espécie, embora isso exija mais estudos.
Todos as tordas do gênero Aethia põem um ovo branco em uma fenda natural e incubam por 25 a 36 dias, após o que um filhote semiprecoce emerge e aprende a voar após 25 a 35 dias. A idade da primeira reprodução é estimada em 3 a 5 anos. Os tamanhos das colônias são altamente variáveis e variam de menos de 100 indivíduos a mais de 1 milhão, embora a torda-anã e a torda-de-penacho tendam a nidificar em maior densidade do que a torda-papagaio e a torda-de-bigodes.

## Dieta
As tordas são principalmente planctívoras, comendo uma variedade de copépodes, krills e outros invertebrados, como águas-vivas e ctenóforos. A dieta de inverno não foi estudada.

## Ameaças e conservação
Como fazem seus ninhos em fendas, as tordas são vulneráveis à predação por ratos, e foram extirpadas de algumas ilhas que continham raposas-do-Ártico introduzidas para a agricultura. A erradicação dos ratos da Ilha Hawadax foi concluída em 2008 e 2009.
A grande colônia em Sirius Point, Ilha Kiska, Alasca (talvez a maior colônia de tordas do mundo) teve um fracasso quase total de reprodução em 2001 e 2002 devido à predação e perturbação por ratos e tem sido o foco de pesquisadores da Universidade Memorial de Terra Nova.